# Тшебеславиці (Свентокшиське воєводство)
Тшебеславиці (пол. Trzebiesławice) — село в Польщі, у гміні Лонюв Сандомирського повіту Свентокшиського воєводства.
Населення — 239 осіб (2011).
У 1975-1998 роках село належало до Тарнобжезького воєводства.

## Демографія
Демографічна структура на день 31 березня 2011 року:
|          | Загалом | Допрацездатний вік | Працездатний вік | Постпрацездатний вік |
| -------- | ------- | ------------------ | ---------------- | -------------------- |
| Чоловіки | 120     | 25                 | 82               | 13                   |
| Жінки    | 119     | 25                 | 68               | 26                   |
| Разом    | 239     | 50                 | 150              | 39                   |